# Cristiano Banti
Cristiano Banti (Santa Croce sull'Arno, 4 gennaio 1824 – Montemurlo, 4 dicembre 1904) è stato un pittore italiano figurativo di formazione accademica, esponente di spicco del movimento dei Macchiaioli toscani.

## Biografia
Nato a Santa Croce sull'Arno in provincia di Pisa da famiglia borghese benestante (malelingue del tempo lo indicano come possibile  figlio della marchesa Maria Ottavia Vettori, di cui la famiglia Banti erano fattori, poiché lei, sua madrina, lo nominò proprio erede), alla sua formazione accademica neoclassica presso l'Accademia di Belle Arti di Siena come allievo di Francesco Nenci, fa seguire un netto avvicinamento ai modi dei Macchiaioli, con cui entra in contatto dopo il suo trasferimento a Firenze nel 1855, dove frequenta gli artisti del Caffè Michelangiolo.
I suoi primi dipinti di soggetto storico (Galileo davanti al Tribunale dell'Inquisizione del 1857, medaglia d'argento all'Esposizione delle Belle Arti di Firenze, Torquato Tasso e Eleonora d'Este del 1858) sono influenzati dalla pittura di Domenico Morelli e Saverio Altamura. A fianco dei Macchiaioli, si interessa alla resa della natura dipinta en plein air e degli effetti di luce, sperimentando tra i primi l'utilizzo dello specchio nero (ton gris), tecnica pittorica sperimentata da Gabriel Decamps e Paul Delaroche consistente nel ritrarre la natura osservandola con uno specchio scuro per meglio filtrare i contrasti dei chiaroscuri.
Dipinge prevalentemente quadri di soggetto storico ma soprattutto dipinge per sé stesso: la sua agiata condizione economica gli permette di ospitare nelle ville di Montorsoli e Montemurlo, ereditate dalla marchesa Vettori, artisti amici in difficoltà e di collezionare opere degli amici Telemaco Signorini e Vincenzo Cabianca, oltre a Giovanni Boldini, Silvestro Lega, Giovanni Fattori, Giuseppe Abbati, Antonio Fontanesi e ad altri oggetti di pregio, quali vasi giapponesi, vetri di Murano.
Nel 1859 è a La Spezia con i pittori macchiaioli Telemaco Signorini e Vincenzo Cabianca traendo ispirazione dalla città e dal suo golfo.
Con Cabianca si trasferisce a Piantavigne, nelle vicinanze di Castelfranco di Sopra, continuando a ricercare effetti di luce nella rappresentazione di contadine colte in momenti di vita quotidiana e atteggiate a intima nobiltà. Nel frattempo, nel 1861, un viaggio a Parigi lo porta a conoscere la scuola di Barbizon, le opere di Corot e di Constant Troyon. A un secondo viaggio a Parigi nel 1875, ne seguiranno altri due a Londra nel 1879 e nel 1887 dove conosce James McNeill Whistler.
La sua collezione, andata dispersa dopo la sua morte, comprendeva anche dei Corot e dei Courbet, frutto delle sue esperienze parigine.
Nel 1870 è membro della giuria dell'Esposizione Nazionale di Parma. Nel 1884 viene nominato professore all'Accademia di belle arti di Firenze ed è parte della Commissione riordinatrice degli Uffizi. Anna Franchi, nel 1902, lo cita nel suo volume Arte e artisti toscani evidenziando la sua importanza nel miviemento dei macchiaioli.
Nel 1904, a ottanta anni d'età, muore a Montemurlo nella villa della moglie Leopolda, che lo ha reso padre di otto figli tra i quali Alaide, mancata sposa di Giovanni Boldini, protetto del padre che la ritrae in molteplici occasioni (1865 Ritratto di Alaide Banti in grigio, 1885 Ritratto di Alaide Banti al caminetto, Ritratto di Alaide Banti al pianoforte, Ritratto di Alaide Banti con l'ombrellino, Ritratto di Alaide Banti sul divano rosso), mentre parte della famiglia viene rappresentata in La Famiglia Banti del 1860 circa.
Un nucleo importante delle sue opere, insieme ad altre di macchiaioli facenti parte della sua antica collezione, è esposto alla Galleria d'arte moderna di Firenze, grazie al lascito di Adriana Banti Ghiglia del 1955.
(Adriano Cecioni)

## Archivio
Le carte Banti Cristiano sono conservate presso la Biblioteca degli Uffizi. Banti volle che tutte le lettere a lui indirizzate nelle quali vi era testimonianza delle ristrettezze economiche degli artisti fossero distrutte alla sua morte, in modo che la memoria dei suoi amici venisse risparmiata. Le quaranta lettere che costituiscono questo fondo, facente parte della Raccolta Marino Fedi, rimasero nascoste in un cassetto di un vecchio stipo. Vennero ritrovate solo molto dopo la morte dell'artista e disperse tra diversi collezionisti, finché Marino Fedi le rintracciò e le mise di nuovo insieme.

## Alcune opere

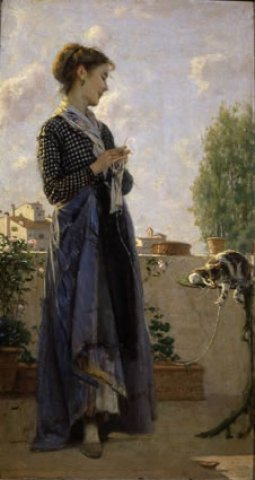
Cristiano Banti, Paesana toscana

- Domenico Mecherino, figlio di Pacio colono, trovato a disegnare le pecore dal suo padrone Beccafumi (1848) - vincitore del premio triennale dell'Istituto d'Arte di Siena
- San Rocco (1855) dipinto per la Collegiata di Santa Croce sull'Arno;
- Ritrovamento del cadavere di Lorenzino de' Medici, noto anche come La morte di Lorenzino de' Medici (1855), olio su tela, collezione privata;
- Galileo Galilei davanti all'Inquisizione (1857), olio su tela, Collezione del Dott. Alberto Marri, Palazzo Foresti, Carpi;
- Torquato Tasso ed Eleonora d'Este (1854 - 1860), olio su cartone, Galleria d'arte moderna di Firenze;
- Bimbi al sole (1860), olio su tavola, Galleria d'arte moderna Ricci Oddi, Piacenza;
- Torquato Tasso ed Eleonora d'Este (1860), olio su tela, Galleria d'arte moderna Ricci Oddi, Piacenza;
- Due contadine toscane (1865), olio su tavola, Museo Fondazione Roma;
- In via per la chiesa (1870-1875), olio su tavola, collezione privata;
- Alaide Banti in giardino (1870), olio su tavola, collezione privata;
- Mendicanti (1870), olio su tavola, Museo Civico Giovanni Fattori di Livorno;
- Pescatore del padule di Bientina (1872), olio su tavola, Fondazione Cassa di Risparmio di Parma e M.C.P. di Busseto, Palazzo Bossi Bocchi, Parma;
- Paesana toscana (1875), olio su tavola, Galleria nazionale d'arte moderna e contemporanea di Roma;
- Passeggiata sotto la pioggia (1880), olio su tavola, Pinacoteca Corrado Giaquinto di Bari;
- Piccola casa (1880), olio su tavola, Galleria d'arte moderna di Firenze;
- Boscaiole con fascine (1881 - 1884), olio su tela, Galleria d'arte moderna di Firenze;
- Lavoranti di paglia della Val d'Elsa (1886), olio su tavola, collezione privata;
- Campagna con cipressi (1890-1900), olio su cartone, collezione beni storico-artistici Banca Intesa Sanpaolo;
- Tre contadine con alberi, non datato, olio su tavola, Galleria d'arte moderna di Firenze;
- Scena romantica, non datato, olio su tavola, collezione privata;
- Confidenze (sogni di fanciulle), non datato, olio su tela, Galleria d'arte moderna di Firenze;
- Le guardianelle, non datato, olio su tela, Galleria d'arte moderna di Firenze;
- Tre contadine a passeggio, non datato, olio su tavola, Galleria d'arte moderna di Firenze;
- Riunione di contadine, non datato, olio su tela, Galleria d'arte moderna di Firenze.